# Гамильтон, Питер
Питер Ф. Гамильтон (англ. Peter F. Hamilton, род. 2 марта 1960 года) — британский писатель, пишущий в жанре научной фантастики. По состоянию на 2014 год его произведения были проданы тиражом более двух миллионов экземпляров.

## Биография
Питер Гамильтон родился 2 марта 1960 года в графстве Ратленде, Англия. По словам самого писателя он не учился в университете, увлекался научными исследования в школе до 18 лет, но прекратил заниматься английским языком и литературой в 16 лет. В 1987 году он начал писать рассказы и в 1988 году в журнале Fear был опубликован его первый рассказ. Его первый роман, Mindstar Rising, вышел в свет в 1993 году. Затем последовало ещё две книги — A Quantum Murder и The Nano Flower. После этой трилогии он взялся за написание космооперы «Пришествие ночи».
Сам писатель продолжает жить в Ратленде вместе со своей женой Кейт, дочерью Софи и сыном Феликсом. В настоящее время работает над трилогией под названием Salvation.

## Премии и номинации
- 2001 год — премия Британской ассоциации научной фантастики в категории «Малая форма» за The Suspect Genome.
- 2002 — номинация на премию Артура Ч. Кларка в категории «Роман» за «Дракона поверженного».